# Yellow Claw (gruppo musicale)
Gli Yellow Claw sono un duo di DJ olandese composto da Jim Aesgier, pseudonimo di Jim Taihuttu (Venlo, 6 luglio 1981), e Nizzle, pseudonimo di Nils Rondhuis (Venlo, 6 settembre 1987). Attivo dal 2010, il duo è originario di Venlo.
Tra i loro singoli più noti vi sono Krokobil (2012), Thunder (2013), Shotgun (2013) e Till It Hurts (2014).

## Carriera

### Barong Family
Nel 2014 gli Yellow Claw presentano la Barong Family, la loro etichetta discografica distribuita ed affiliata dalla Spinnin' Records fino agli inizi del 2015. Il primo artista a firmare per la nuova etichetta fu il duo Mightyfools; il 2 giugno 2014 venne pubblicata il primo singolo, Lick Dat, sempre del duo.

### Top 100 DJ Magazine
- 2015: #76
- 2016: #48
- 2017: #57
- 2018: #47
- 2019: #77
- 2020: #67

## Formazione
Membri attuali
- Jim Taihuttu (noto come Jim Aasgier) - DJ e produttore discografico
- Nils Rondhuis (noto come Nizzle) - DJ e produttore discografico

Ex membri
- Leonardo Roelandschap (noto come Bizzey) - rapper (2010–2016)

## Discografia

### Album in studio
- 2015 - Blood for Mercy
- 2017 - Los Amsterdam
- 2018 - New Blood
- 2020 - Never Dies

### EP
- 2013 - Amsterdam Trap Music
- 2013 - Amsterdam Twerk Music
- 2014 - Amsterdam Trap Music, Vol 2
- 2014 - Legends (con Cesqeaux)
- 2015 - Eastzane Warriors (con Dirtcaps)
- 2018 - Amsterdam Trap Music, Vol. 3
- 2019 - Danger Days